# Satu Mic (okręg Arad)
Satu Mic (węg. Dezsőháza) – wieś w Rumunii, w okręgu Arad, w gminie Șilindia. W 2011 roku liczyła 209 mieszkańców. 